# Siri
A Siri (kiejtés: ˈsɪri) intelligens személyi asszisztens és „tudásnavigátor”, ami az Apple iOS alkalmazásaként fut. Az alkalmazás természetes nyelvű felhasználói felület (beszédfelismerés) segítségével válaszol meg kérdéseket, tesz javaslatokat és végez műveleteket különböző webszolgáltatásokon keresztül.
Az Apple leírása szerint a szoftver idővel alkalmazkodik a felhasználó egyéni igényeihez és testre szabja a válaszait, pl. a közeli éttermekkel vagy az útvonaltervekkel kapcsolatban.
A Siri eredetileg a Siri, Inc. által készített, az App Store-ban hozzáférhető iOS alkalmazás volt. A Siri, Inc. eredeti tervei szerint az alkalmazást kiadták volna BlackBerryre és Android-alapú okostelefonokra is, a nem-Apple platformokra való fejlesztési terveket azonban keresztülhúzta, hogy az Apple 2010. április 28-án felvásárolta a céget.
A Siri az iOS 5-től kezdve része az operációs rendszernek, elsőként az iPhone 4s támogatta. Az iOS 6 megjelenésével a harmadik generációs iPad is megkapta a Sirit, de része az iPhone 5-nek, 5. generációs iPod Touchnak, a 4. generációs iPadnek és az iPad mininek is.

## Alapítása
A Siri Inc.-t 2007-ben alapította Dag Kittlaus (CEO), Adam Cheyer (VP Engineering) és Tom Gruber (CTO/VP Design), az SRI International kockázati befektetőcsoport Norman Winarskyjének támogatásával. A Siri elnevezés az SRI-ből származik. (Bár később Kittlaus azt állította, hogy a lányát szerette volna „Siri”-nek – norvégül Sigrid, gyönyörű nő, aki a győzelembe vezet – nevezni. Szintén későbbi backronym: Speech Interpretation and Recognition Interface.) További indok lehetett, hogy könnyű leírni és kiejteni.). 2008. október 13-án a Siri cég bejelentette, hogy sikerült 8,5 millió USD kezdeti tőkebefektetést (Series A) szerezni, a Menlo Ventures és a Morgenthaler Ventures által. 2009 novemberében a Siri további 15,5 millió USD befektetéshez jutott ugyanazoktól a befektetőktől, de ezúttal a hongkongi milliárdos, Léj Ká-szing vezetésével. Dag Kittlaus az iPhone 4S megjelenése után otthagyta az Apple-nél betöltött Siri-elnök-vezérigazgatói állását

## iPhone-alkalmazás
A Sirit először az USA-ban jelentették meg az Apple App Store-jából letölthető alkalmazásként. Integrálták olyan online szolgáltatásokkal, mint az OpenTable, a Google Maps, a MovieTickets és a TaxiMagic. A Nuance és partnerei beszédfelismerő technológiáját használva a felhasználók éttermi foglalásokat intézhetnek, mozijegyeket vehetnek vagy taxit rendelhetnek szóban a Sirin keresztül. A Sirit 2010. április 28-án vásárolta fel az Apple, az eredeti alkalmazás 2011. október 15-én szűnt meg működni.

## iOS-integráció
2011. október 4-én (Siri születésnapján) az Apple bemutatta a Siri-implementációt tartalmazó iPhone 4S-t. Az alkalmazás új verzióját az iOS-be integrálták. Számos alkalmazással léphet beszéd útján interakcióba, ezek között van emlékeztető, időjárás, részvényárfolyamok, üzenetküldés, e-mail, naptár, névjegyek, jegyzetek, zenelejátszás, óra, webböngésző, Wolfram Alpha és térképalkalmazás. Jelenleg a Siri a következő nyelveket támogatja: angol (amerikai, kanadai, ausztrál, brit), francia, német, japán, olasz (olaszországi és svájci), spanyol (mexikói és kasztíliai), mandarin (kínai népköztársaságbeli és tajvani), koreai és kantoni. Az USA és Kanada területén kívül az elérhető funkcionalitás korlátozott.
Miután bejelentette, hogy a Siri megtalálható az iPhone 4S-ben, az Apple eltávolította a minden iPhone-modellen futó Siri appot az App Store-ból.
Független fejlesztők saját állításuk szerint átültették a Sirit más iOS-t futtató eszközökre is. Egyes híroldalak azonban úgy vélik, hogy a fejlesztők által „bizonyítékként” tálalt videók valójában csak a Siri felhasználói felületét mutatják be, a hangparancsokat nem, tehát a teljes funkcionalitás átültetése valószínűleg nem volt sikeres. 2012. januári híradások azonban arról számolnak be, hogy sikerült a Siri átültetése korábbi iPhone-modellekre, az iPod touch-ra és az iPadre is. Az i4Siri.com csapata demonstrálta a Siri működését az iPhone 4-en, az iPod touch-on és az iPaden, az Apple szervereivel való kommunikáció nélkül.
2012. január végén független fejlesztők sikeresen átültették és a Cydián keresztül régebbi eszközökre telepítették is a Sirit. A portoláshoz azonban szükség van egy másik iPhone 4S autorizációs kulcsaira, amit egy proxyszerveren keresztül, vagy az iPhone 4S-ről való átmásolással lehet megoldani. Ezt elkerülendő, a fejlesztők teljesen megkerülték az Apple Siri szerverét: létrehoztak egy saját backendet a Google, Wolfram Alpha stb. szolgáltatások nyilvános API-jainak felhasználásával.
2012 júniusában az Apple WWDC konferenciáján bejelentette, hogy a Siri elérhető lesz a 2012 vége felé, az iOS 6-tal együtt debütáló 3. generációs iPaden is. Ugyancsak a konferencián jelentette be az iOS 6-tal együtt érkező Siri-újdonságokat is. Az ősszel érkező új funkciók közé tartoztak: alkalmazások megnyitása, sporteredmények és egyéb sporttal kapcsolatos információk, mozifilmek vetítési időpontjai, éttermek keresése és helyfoglalás bennük. Képes volt például sportolók magasságát is megadni. Egyes, korábban csak az USA-ban elérhető funkciók nemzetközileg elérhetővé váltak, köztük a Google Maps- és Yelp-integráció.
2012. szeptember 12-én jelentette be az Apple, hogy a Siri az iPhone 5-ön és az ötödik generációs iPod touch-on is megtalálható lesz.

## Kutatás és fejlesztés
A Siri az SRI International Artificial Intelligence Centerből sarjadt ki, a DARPA által finanszírozott CALO projekt hajtásaként.
A Siri fő technológiai területei a társalgási interfész, a személyes kontextus-érzékenység és a szolgáltatások delegálása.
A Siri beszédfelismerési motorját vélhetően a Nuance Communications, egy beszédtechnológiai vállalat szállítja, de ezt hivatalosan nem erősítette meg sem az Apple, sem a Nuance.
Az egyesült királyságbeli férfihang neve Daniel, és Jon Briggs korábbi technológiai újságíró hangján szólal meg. A hangot a Scansoft számára vették fel, ami 2005 októberében beolvadt a Nuance Communicationsbe.
Az ausztrál női hang neve Karen, és Karen Jacobsen ausztrál születésű, New Yorkban élő énekes, dalszövegíró és szinkronszínész adja a hangját. Jacobsen az egész világon a Garmin, Navman, TomTom és Mio GPS-navigációs eszközök ausztrál hangja is egyben.
Az eredeti Siri alkalmazás számos partnercég szolgáltatásait felhasználta, többek közt az alábbiakat:
- OpenTable, Gayot, CitySearch, BooRah, Yelp, Yahoo Local, ReserveTravel, Localeze az éttermekkel és üzleti ügyekkel kapcsolatos kérdésekhez és tevékenységekhez;
- Eventful, StubHub és LiveKick a rendezvényekkel, koncertekkel kapcsolatos információkhoz;
- MovieTickets, Rotten Tomatoes és New York Times a mozikritikákhoz és a vetítési információkhoz;
- Bing Answers, Wolfram Alpha és Evi általános válaszkereső (Question Answering, QA) rendszerként;[37]
- Bing, Yahoo! és Google a webes kereséshez.

Az Apple Siri-implementációja forráskódszinten sokban különbözik az eredeti iPhone-alkalmazástól. Integrálták a szokásos iOS-funkciókkal, mint a névjegyek, naptárak, szöveges üzenetek, támogatja a Google-, Bing-, Yahoo!-, Wolfram Alpha- és Wikipedia-kereséseket is. Siri additionally works with Google Maps and Yelp! search in the United States only.

## Járműintegráció
2012 júniusában az Apple korábbi első alelnöke (SVP), Scott Forstall bejelentette, hogy az Apple tárgyalásokba bocsátkozott a gépjárműgyártás különböző szereplőivel, és a Siri gépkocsiba való integrációja akár 11 hónapon belül megtörténhet.
A szokatlan együttműködés bejelentését követő napon a Harman International Industries részvényeinek árfolyama 15%-kal esett; a Harman fő bevételi forrásait a járművekbe épített GPS-, navigációs és távközlési-informatikai (telematikai) rendszerek adják – köztük olyan járművekbe is, melynek gyártóival az Apple szövetkezni kezdett.

## Fogadtatása
A Siri fogadtatása vegyes, de inkább pozitívba hajló volt, könnyű használata, praktikussága és látszólagos egyénisége miatt. Voltak azonban problémák a standardtól eltérő akcentusok esetében. A Google korábbi főnöke, Eric Schmidt úgy vélte, a Siri veszélyes konkurens lehet a Google fő tevékenységének számító webes keresési üzletben.
A Guardian újságírója, Charlie Brooker Siri személyiségét kellemetlenül szervilisnek találta, de konklúziója szerint a szoftver „idegesítően jól” működött. A Siri különböző civil szervezetek, mint az American Civil Liberties Union (ACLU) és a NARAL Pro-Choice America céltáblájába került, miután a felhasználók rájöttek, hogy nem ad megfelelő választ a születésszabályozási vagy terhességmegszakítási szolgáltatók helyére vonatkozóan, helyettük pro-life terhességi krízisközpontokba irányítja őket. Az Apple reakciója szerint ez programhiba volt, amit a következő változatban javítanak majd. A feltevések szerint a Siri keresése azért nem találta meg az abortuszklinikákat, mert nem használták nevükben az abortusz szót.
A Siri szövegértésével gondjai támadtak az angol nyelv egyes akcentusait beszélő felhasználóknak, köztük a skót angol, az USA-n belül pedig a bostoni és déli nyelvjárások beszélőinek. Az Apple Siri FAQ-ja szerint „ahogy mind több ember használ Sirit, több nyelvi változattal fog találkozni és így a dialektusok és akcentusok felismerése is folyamatosan javulni fog, tehát még jobban fog működni.
Bár az iPhone sok funkciója igényli az érintőképernyő használatát, az amerikai Vakok Nemzeti Szövetségének jellemzése szerint az iPhone „az egyetlen teljesen akadálymentesített hordozható készülék, amihez egy vak személy hozzájuthat”.
2012 márciusában Frank M. Fazio csoportos pert indított az Apple ellen azoknak a nevében, akik a Siri reklámaitól megtévesztve érezték magukat a Siri képességeivel kapcsolatban. Fazio Kaliforniában nyújtotta be a pert és azt állította, hogy az iPhone 4S, ha a Siri nem működik úgy, ahogy a reklámok leírják, egyszerűen „egy drágább iPhone”.
2012 márciusában az Amerikai Polgári Jogi Unió (ACLU) aggályait fejezte ki azzal kapcsolatban, hogy a Siri nagy mennyiségű személyes hang- és egyéb felhasználó adatot küld az Apple részére, köztük a telefon tulajdonosának és ismerőseinek kereszt- és becenevét, hogy a tulajdonos milyen kapcsolatban áll ezekkel a személyekkel, az e-mail-fiókokhoz kapcsolt személyes címkéket, a telefonon tárolt zeneszámok és a lejátszási listák neveit.
A Sirit a médiában széleskörűen bukottnak bélyegezték. 2012 októberében Scott Forstall, az Apple mobil részlegének vezetője, egyben a Siriért és a rosszul fogadott Apple Mapsért felelős vezető távozott az Apple-től.
2012. október 30-án a Google megjelentetett egy új Google kereső-appot iOS alá, ami kiterjesztett Google Voice Search képességekkel rendelkezett és a Siri közvetlen versenytársának tekinthető. A Google Voice Search-e jól vizsgázott a Sirivel szemben, számos recenzens jobbnak találta annál. Az Unofficial Apple Weblog összehasonlítása szerint a Google Voice Searche iOS-en „elképesztően gyors és releváns, és mélyebb is [mint a Siri]”.

## Támogatott nyelvek
| Nyelv    | Régió              | iOS-verzió     |
| -------- | ------------------ | -------------- |
| Angol    | USA                | 5.0-tól kezdve |
| Angol    | Egyesült Királyság | 5.0-tól kezdve |
| Angol    | Ausztrália         | 5.0-tól kezdve |
| Angol    | Kanada             | 6.0-tól kezdve |
| Francia  | Franciaország      | 5.0-tól kezdve |
| Francia  | Kanada             | 6.0-tól kezdve |
| Francia  | Svájc              | 6.0-tól kezdve |
| Német    | Németország        | 5.0-tól kezdve |
| Német    | Svájc              | 6.0-tól kezdve |
| Japán    | Japán              | 5.1-től kezdve |
| Spanyol  | Spanyolország      | 6.0-tól kezdve |
| Spanyol  | Mexikó             | 6.0-tól kezdve |
| Spanyol  | USA                | 6.0-tól kezdve |
| Olasz    | Olaszország        | 6.0-tól kezdve |
| Olasz    | Svájc              | 6.0-tól kezdve |
| Koreai   | Dél-Korea          | 6.0-tól kezdve |
| Mandarin | Kína               | 6.0-tól kezdve |
| Mandarin | Tajvan             | 6.0-tól kezdve |
| Kantoni  | Hongkong           | 6.0-tól kezdve |

## Nemzetközi változatok
A brazil Techguru forrásai szerint a Nuance Communications szállította a portugál változatot az Apple-nek. A cég bejelentése szerint üzletet kötött a Bradesco bankkal is egy Siri-szerű beszédvezérlés megvalósítására.

## Földrajzi korlátozások
A Siri funkciói a legtöbb országban meglehetősen korlátozottak voltak kezdetben; a térképek és a helyi keresés kizárólag az Egyesült Államokban volt elérhető. Ha például a Siritől az Egyesült Királyságban helyi üzletekre vonatkozó információkat, navigációs vagy útforgalmi adatokat kérdeztek, azt válaszolta, hogy „Kizárólag az Egyesült Államokban tudok üzleteket, térképeket és forgalmi adatokat keresni, és csak amerikai angol nyelven. Elnézést emiatt.” Az Egyesült Államokban indítva a Sirit, de a brit angol „Daniel” hanggal hasonló választ váltott ki, a felhasználó földrajzi elhelyezkedése ellenére. Az iOS 6-ban található Siri azonban már az USA-n kívül is képes hellyel kapcsolatok szolgáltatásokat nyújtani.

## Fordítás
- Ez a szócikk részben vagy egészben a Siri (software) című angol Wikipédia-szócikk ezen változatának fordításán alapul.  Az eredeti cikk szerkesztőit annak laptörténete sorolja fel. Ez a jelzés csupán a megfogalmazás eredetét és a szerzői jogokat jelzi, nem szolgál a cikkben szereplő információk forrásmegjelöléseként.